# Подгорник, Франц
Франц Подгорник (словен. Franc Podgornik; 6 июля 1846, Чепован, Словенское Приморье, Австрийская империя (ныне Горишка, Словения) — 16 сентября 1904, Вена, Австро-Венгрия) — словенский прозаик, публицист, переводчик, журналист, редактор,славянофил.

## Биография
До 1873 года изучал в Вене классическую и сравнительную филологию, а затем археологию и философию. Жил в Вене до 1879 года, был секретарем основанного литературного общества «Слово».
Начал писать в конце 1870-х годов в славянских и русофильских журналах; сотрудничал в «Славянском Альманахе», издававшемся в Вене на разных славянских языках. Основанный в начале 1880-х годов журнал Ф. Подгорника «Slovanski Svet» существовал около 10 лет, и имел целью знакомить словенцев со славянской идеей вообще и русским языком в частности, для чего Ф. Подгорник помещал русские стихи в словенской транскрипции и словенские в кириллической.
Выступил инициатором создания собрания отечественной литературы и издания сочинений уже умерших Словенских писателей.
Под конец жизни Ф. Подгорник предпринял издание журнала «Slavisches Echo» в Вене.